# 김민혁 (프로게이머)
김민혁(1990년 11월 16일 ~ )은 대한민국의 전직 스타크래프트, 스타크래프트 II 프로게이머이다. Heart라는 아이디를 사용하며, 종족은 테란이다.
2008년 하반기 드래프트에서 르까프 OZ의 1차 지명으로 입단하였다.
이후 2010년 스타크래프트 II가 출시되면서 스타크래프트 II 게이머로 전향하였다.
SlayerS와 TSL, compLexity에서 활동하였으며 2015년까지 Axiom 소속으로 활동했다.
2015년 10월 16일 Axiom의 해체로 무소속 신분이 되었다.
2015년 11월 19일 은퇴를 발표했다.

## 주요 성적
스타크래프트 II : 프리미어 개인리그 준우승 1회
- 2008 제1회 전국 아마추어 e스포츠대회 입상
- 2012 HOT6 GSL Season 1 코드 A 32강
- 2012 MLG Winter Championship 3위
- 2012 HOT6 GSL Season 2 코드 A 32강
- 2012 MLG Spring Arena 1 4강
- 2012 IPL 4 25-28th
- 2012 MLG Spring Arena 2 5-6th
- 2012 무슈제이 GSL Season 3 코드 A 24강
- 2012 MLG Spring Championship 25-28th
- 2012 WCG 2012 국가대표 선발전 8강
- 2012 HOT6 GSL Season 4 코드 S 16강/코드 A 24강
- 2012 MLG Summer Championship 7-8th
- 2012 MLG Fall Championship 5-6th
- 2012 HOT6 GSL Season 5 코드 A 48강
- 2013 WCS 아메리카 시즌 1 프리미어리그 32강
- MLG 2013 Spring Season Championship 16강
- 2013 WCS 아메리카 시즌 2 챌린저리그 24강
- 2013 DreamHack Open: Bucharest 32강
- 2013 WCS 아메리카 시즌 3 프리미어리그 8강
- 2014 WCS 아메리카 시즌 1 프리미어리그 16강
- Lone Star Clash 3 8강
- 2014 WCS 아메리카 시즌 2 프리미어리그 4강
- 2014 WCS 아메리카 시즌 3 프리미어리그 준우승 (vs 최지성 2:4)
- 2015 글로벌 스타크래프트 II 리그 시즌 1 코드 S 32강
- Gfinity Spring Masters I 8강
- 2015 스베누 글로벌 스타크래프트 II 리그 시즌 2 코드 A 48강
- Gfinity Spring Masters II 16강
- 2015 DreamHack Open: Tours 16강
- 2015 스베누 스타크래프트 II 스타리그 2015 시즌3 챌린지 24강
- IEM Season X - Shenzhen 16강
- Hell, It's Aboot Time 8강